# Zapasy na Igrzyskach Azji Południowej 2016
Turniej zapasów na Igrzyskach Azji Południowej w indyjskim mieście Guwahati rozegrano od 5 do 8 lutego,  na terenie Deshbhakta Tarun Ram Phookan Indoor Stadium, Radha Govinda Baruah Sports Complex w Ulubari.

## Wyniki

### Mężczyźni

#### styl wolny
| Waga   | Złoto:             | Srebro:        | Brąz:                                        |
| 57 kg  | Ravinder Singh     | Muhammad Bilal | S.Dulith Asanka Faisal                       |
| 61 kg  | Pradeep Kumar      | Abdul Wahab    | Ram Babu Yadav Ali Mohmoad                   |
| 65 kg  | Rajneesh           | Mohammad Nadar | Chamara Weerasinghege Saroj Yadav            |
| 70 kg  | Amit Kumar Dhankar | Jan Saeed      | Suthija Kodikarage                           |
| 74 kg  | Pradeep            | Muhammad Assad | Bindu Prasanna Ratnayake Abdul Ghafar Qaderi |
| 86 kg  | Muhammad Inam      | Gopal Yadav    | Mohammad M.Rahaman Bazhand Amiri             |
| 97 kg  | Mausam Khatri      | Rajab Naseri   | Billal Hosen Muhammad Umar                   |
| 120 kg | Zaman Anwar        | Mandeep Singh  | R. Rasoole                                   |

### Kobiety

#### styl wolny
| Waga  | Złoto:         | Srebro:                                 | Brąz:                        |
| 48 kg | Priyanka Singh | Shriyanthika Sinhala Pedige             | Nadi Chakma                  |
| 53 kg | Mamta Rani     | P.P.Anusha Kumari Wijesinghe            | Nasema Akhter                |
| 55 kg | Archana Tomar  | M.W.Madushani Priyanga Kumari           | Suma Chowdhury               |
| 58 kg | Manju Kumari   | Deepika Weerabahu                       | Tanjina Masudi               |
| 60 kg | Manisha        | Rina Akhter                             | M.W.D.Mahira Priyanga Kumari |
| 63 kg | Shilpi Sheoran | Farzana Sharmin                         | Ram Rupa Singha              |
| 69 kg | Rajni          | Sherin Sultana                          | G.G.Ayomi Seneviratne Thana  |
| 75 kg | Nikki          | W.P.Chani Kumudika Ravihari Weerasingha | Mina Khatun                  |

## Tabela medalowa
Gospodarz zawodów został zaznaczony kolorem.
| Poz.    | Państwo    |    |    |    | Łącznie |
| 1       | Indie      | 14 | 2  | 0  | 16      |
| 2       | Pakistan   | 2  | 4  | 1  | 7       |
| 3       | Sri Lanka  | 0  | 5  | 7  | 12      |
| 4       | Bangladesz | 0  | 3  | 7  | 10      |
| 5       | Afganistan | 0  | 2  | 5  | 7       |
| 6       | Nepal      | 0  | 0  | 2  | 2       |
| Łącznie | Łącznie    | 16 | 16 | 22 | 50      |